# Drevokocúr
Drevokocúr – według artykułu Kláry Smolíkovej z 2010 r. pseudowyraz, który uchodzi za słowacki odpowiednik czeskiego słowa veverka („wiewiórka”). W rzeczywistości słowackie słowo na wiewiórkę to veverica lub veverička. Folklorysta Petr Janeček zaliczył słowo drevokocúr do kategorii anegdot językowych. Językoznawczyni Mira Nábělková uważa ten wyraz za przykład mitu międzyjęzykowego, błędnego przekonania językowego krążącego w pewnej przestrzeni społecznej jako prawda.
Wśród użytkowników języka czeskiego słowo drevokocúr występuje najczęściej w „słowackiej” postaci dźwiękowej i ortograficznej, choć można również spotkać także formy częściowo zbohemizowane lub inaczej zmodyfikowane, takie jak drevokocůr, drevokocour, dřevokocour, stromokocúr, a także drevokocúrka i drevomačka. W środowisku czeskim znane jest także rzekome słowackie określenie veveruška, również o charakterze mitu.
Słowo „drevokocur” bywa spotykane na gruncie polskim, jednakże jest kojarzone z Czechami i ich językiem, a nie z językiem słowackim. Formy typu „drzewny kocur” i „drewny kocur” są prawdopodobnie przeróbkami wyrazu drevokocúr.

## Geneza wyrazu
Nie istnieją wiarygodne źródła wyjaśniające genezę tego wyrazu. W dyskusjach padają nazwiska różnych aktorów, np. Miroslava Horníčka, Vladimíra Menšíka, Jiřego Krampola, Jiřego Sováka, Mariána Labudy.
W środowisku słowackim niektórzy autorzy (np. w latach 90. Zuzana Szatmáry, autorka artykułu Z hlúpeho jazyka pochádzajú mnohé nepríjemnosti, cytowanego przez Ivana Masára w czasopiśmie „Kultúra slova”, 1996) zaliczali ten wyraz do neologizmów purystycznych, promowanych jako zastępstwa dla słów już istniejących w języku. Ján Mlynárik, w trakcie wykładu inauguracyjnego na Uniwersytecie Karola w Pradze, wymienił to określenie jako przykład słowackiego wytworu lingwistycznego. W pracy Českí profesori na Slovensku (cz. 1. Českí profesori a ich slovenskí žiaci na UK v rokoch 1919–1949, 1994) przedstawił wyraz drevokocúr jako owoc purystycznego podejścia Pierwszej Republiki do języka.
Nie jest znany czas powstania słowa ani jego przejścia do szerszego obiegu. W 1972 roku wyraz ten miał odnotować V. Richter, umieszczając je w artykule etnograficznym na temat pieśni ludowych z pogranicza południowomorawsko-austriackiego. Niemniej w słowackim słowniku gwarowym nie zarejestrowano takiego określenia.
Można doszukiwać się związku między tym wyrazem a niemieckim Eichkatze (dosłownie „dębowy kot”).

## Rozprzestrzenienie wyrazu
Zgodnie z wynikami ankiety M. Nábělkovej spośród ok. 30 czeskich i słowackich studentów słowacystyki tylko dwie osoby nie znały tego określenia – student ze Słowacji, który znał z programu telewizyjnego wyraz stromokocúr, i jedna studentka czeska. Wielu słowackich studentów zetknęło się z omawianym słowem dopiero w środowisku czeskim. Z kolei studenci w większości znali to słowo od dzieciństwa i dopiero po latach dowiadywali się, że wyraz ten nie należy do typowego słownictwa słowackiego.
W czerwcu 2006 r. „Lidové noviny” opublikowały test znajomości słowacczyzny. Jednym z 17 pytań było to, czy słowo drevokocúr oznacza wiewiórkę, piłę, czy też takie słowo nie istnieje.